# Callilepis schuszteri
Callilepis schuszteri es una especie de araña araneomorfa del género Callilepis, familia Gnaphosidae. Fue descrita científicamente por Herman en 1879.
Se distribuye por Francia, Suiza, Austria, Alemania, Corea, Eslovenia, Ucrania, Italia, Japón, Grecia, Turquía, Bulgaria, Portugal y Eslovaquia. La especie se mantiene activa durante los meses de enero, abril, mayo, junio, julio, agosto, septiembre, octubre y diciembre.